# لا بويبلا (نيومكسيكو)
لا بويبلا (بالإنجليزية: La Puebla CDP, New Mexico)‏ هي منطقة سكنية تقع بولاية نيومكسيكو في الولايات المتحدة. تبلغ مساحتها 6.2 كم2، وترتفع عن سطح البحر 1797 م، بلغ عدد سكانها 1,186 نسمة في عام 2010 حسب إحصاء مكتب تعداد الولايات المتحدة وتصل الكثافة السكانية فيها 191.3 نسمة لكل كيلومتر مربع (495.5/ميل2).

## التركيبة السكانية
حدّد مكتب تعداد الولايات المتحدة بيانات التركيبة السكانية للا بويبلا في تعداد الولايات المتحدة. في ما يلي، التركيبة السكانية حسب تعدادي 2000 و2010.

### تعداد عام 2000
بلغ عدد سكان لا بويبلا 1,296 نسمة بحسب تعداد عام 2000، وبلغ عدد الأسر 492 أسرة وعدد العائلات 341 عائلة مقيمة في المنطقة السكنية. في حين سجلت الكثافة السكانية 209 نسمة لكل كيلومتر مربع (541.3/ميل2). وبلغ عدد الوحدات السكنية 524 وحدة بمتوسط كثافة قدره 84.5 لكل كيلومتر مربع (218.9/ميل2).
وتوزع التركيب العرقي للمنطقة السكنية بنسبة 56.64% من البيض و0.39% من الأمريكيين الأفارقة و2.55% من الأمريكيين الأصليين و0.46% من الأمريكيين ذوي الأصول الآسيوية و0.08% من سكان جزر المحيط الهادئ و34.57% من الأعراق الأخرى و5.32% من عرقين مختلطين أو أكثر و79.94% من الهسبانيون أو اللاتينيون من أي عرق.
بلغ عدد الأسر 492 أسرة كانت نسبة 42.5% منها لديها أطفال تحت سن الثامنة عشر تعيش معهم، وبلغت نسبة الأزواج القاطنين مع بعضهم البعض 49.4% من أصل المجموع الكلي للأسر، ونسبة 14% من الأسر كان لديها معيلات من الإناث دون وجود شريك،  بينما كانت نسبة 5.9% من الأسر لديها معيلون من الذكور دون وجود شريكة وكانت نسبة 30.7% من غير العائلات. تألفت نسبة 22.2% من أصل جميع الأسر من عدة أفراد يعيشون في نفس المنزل ونسبة 5.3% كانت تتألف من شخص يعيش بمفرده يبلغ من العمر 65 عاماً أو أكثر. وبلغ متوسط حجم الأسرة المعيشية 2.63، أما متوسط حجم العائلات فبلغ 3.15.
بلغ العمر الوسطي للسكان 34.5 عاماً. وكانت نسبة 29.9% من القاطنين تحت سن الثامنة عشر، وكانت نسبة 8.5% بين الثامنة عشر والرابعة والعشرين عاماً، ونسبة 32.3% كانت واقعةً في الفئة العمرية ما بين الخامسة والعشرين والرابعة والأربعين عاماً، ونسبة 21.4% كانت ما بين الخامسة والأربعين والرابعة والستين، ونسبة 8% كانت ضمن فئة الخامسة والستين عاماً فما فوق. يوجد لكل 100 أنثى 97.0 ذكر، ويوجد لكل 100 أنثى في الثامنة عشر من عمرها فما فوق 98.9 ذكر.
بلغ متوسط دخل الأسرة في المنطقة السكنية 29,107 دولارًا، أما متوسط دخل العائلة فبلغ 34,833 دولارًا. وكان متوسط دخل الذكور 30,741 دولارًا مقابل 26,964 دولارًا للإناث. وسجل دخل الفرد الخاص بالمنطقة السكنية 16,582 دولارًا. وكانت نسبة 10.3% من العائلات ونسبة 18.1% من السكان تحت خط الفقر، وكان من هؤلاء نسبة 27% تحت سن الثامنة عشر ونسبة 48.9% في الخامسة والستين من العمر وما فوق.

### تعداد عام 2010
بلغ عدد سكان لا بويبلا 1,186 نسمة بحسب تعداد عام 2010، وبلغ عدد الأسر 472 أسرة وعدد العائلات 332 عائلة مقيمة في المنطقة السكنية. في حين سجلت الكثافة السكانية 191.3 نسمة لكل كيلومتر مربع (495.5/ميل2). وبلغ عدد الوحدات السكنية 544 وحدة بمتوسط كثافة قدره 87.7 لكل كيلومتر مربع (227.1/ميل2).
وتوزع التركيب العرقي للمنطقة السكنية بنسبة 55.56% من البيض و0.59% من الأمريكيين الأفارقة و2.36% من الأمريكيين الأصليين و0.34% من الأمريكيين ذوي الأصول الآسيوية و35.50% من الأعراق الأخرى و5.65% من عرقين مختلطين أو أكثر و80.02% من الهسبانيون أو اللاتينيون من أي عرق.
بلغ عدد الأسر 472 أسرة كانت نسبة 31.4% منها لديها أطفال تحت سن الثامنة عشر تعيش معهم، وبلغت نسبة الأزواج القاطنين مع بعضهم البعض 49.6% من أصل المجموع الكلي للأسر، ونسبة 14% من الأسر كان لديها معيلات من الإناث دون وجود شريك،  بينما كانت نسبة 6.8% من الأسر لديها معيلون من الذكور دون وجود شريكة وكانت نسبة 29.7% من غير العائلات. تألفت نسبة 24.4% من أصل جميع الأسر من عدة أفراد يعيشون في نفس المنزل ونسبة 6.8% كانت تتألف من شخص يعيش بمفرده يبلغ من العمر 65 عاماً أو أكثر. وبلغ متوسط حجم الأسرة المعيشية 2.51، أما متوسط حجم العائلات فبلغ 2.96.
بلغ العمر الوسطي للسكان 40.9 عاماً. وكانت نسبة 22.3% من القاطنين تحت سن الثامنة عشر، وكانت نسبة 9.5% بين الثامنة عشر والرابعة والعشرين عاماً، ونسبة 23.8% كانت واقعةً في الفئة العمرية ما بين الخامسة والعشرين والرابعة والأربعين عاماً، ونسبة 33.8% كانت ما بين الخامسة والأربعين والرابعة والستين، ونسبة 10.5% كانت ضمن فئة الخامسة والستين عاماً فما فوق. وتوزع التركيب الجنسي للسكان بنسبة 50.6% ذكور و49.4% إناث.